# Sebastian von Etter
Albert Sebastian von Etter, född  20 april 1828 i Viborg, död 10 februari 1883 i Moskva, var en finländsk general i rysk tjänst.
Sebastian von Etter var son till generallöjtnanten Paul von Etter (1790–1878) och Johanna Tesche (1798–1849). Han utbildade sig på Finska kadettkåren, militärskolan i Fredrikshamn från 1841 och blev därefter officer i Livgardet 1847. Han blev generalmajor 1869 och blev chef för tsarens livgarde 1874. Han deltog i rysk-turkiska kriget 1877–78 och blev generallöjtnant.
Han köpte Haiko gård 1876.
Han gifte sig  1860 med Emilia (Emelie) von Jacobson (1842–1923). Paret hade fem barn.